# Диона (митология)
Вижте пояснителната страница за други значения на Диона.
Диона (на старогръцки: Διώνη; на латински: Diona) е много известна богиня от древногръцката митология. Може би е титанида (дъщеря на Уран и Гея) или е една от океанидите. Според Омир, тя е майка на Афродита, а бащата е Зевс. Афродита отива при нея след като е ранена, докато защитава любимия си син Еней. В този епизод Диона е представена като еквивалент на Рея – майката Земя, която Омир също поставя на Олимп.
Диона е по-скоро титла („Богинята“, женския вариант на Зевс) отколкото лично име. Римската богиня Диана има подобна етимология, но няма пряка връзка с Диона.
Въпреки че Диона не е титанида при Хезиод, в неговата „Теогония“ се появява в списъка в океанидите. Аполодор я включва сред титаните. Диона е спомената и на друго място от Аполодор в „Библиотека“ като нереида.
По-късен митограф казва, че Диона е дъщеря на Атлас и майка от съпруг Тантал на: Пелопс, Ниоба и Бротей.